# Albano Lugli
Albano Lugli (Carpi, 13 novembre 1834 – Carpi, 8 agosto 1914) è stato un pittore e ceramista italiano.

## Biografia
Si formò al Liceo Artistico guidato da Claudio Rossi a Carpi, poi frequentò l'Accademia delle Arti di Modena dal 1849 al 1867, dove si formò sotto Luigi Asioli. Tra le sue prime opere pubbliche, nel 1860, vi fu la pittura della sala ovale del Teatro Comunale di Carpi, in uno stile che ricorda il maestro rinascimentale Correggio. Successivamente, il suo stile acquisirà l'estro della pittura di macchia, che era meno lineare e utilizzava pennellate larghe, rapide e spesse.
Nel 1867 si trasferì a Firenze con una borsa di studio; lì collaborò con Enrico Pollastrini, professore all'Accademia di Belle Arti. Ritornò a Carpi nel 1870, dove dipinse l'Annunciazione del Dogma dell'Immacolata nell'abside sinistra del transetto della chiesa di San Nicolò. A Reggio Emilia dipinse nella cattedrale dell'Assunta e nelle chiese di San Francesco e di San Bernardino. Produsse alcune pale d'altare tra cui una Sacra Conversazione per San Biagio in Palude. Dipinse anche nella chiesa di San Nicola di Bari a Sestola e contribuì anche a decorare i palazzi di Carpi, compreso il soffitto di Villa Pallotti.
Tra le altre opere: Giottino che disegna una pecora, Lorenzo Ghiberti in atto di raccogliere consigli dagli amici sul progetto delle porte del Battistero e Ariosto a Carpi con Alberto Pio. All'Accademia di Modena è stato ritrovato il suo dipinto: Chactas piange sulla tomba di Atala . Dipinse molti ritratti tra cui uno di Pietro Giannone. Fu professore della Regia Accademia di Modena e membro di molte altre Accademie di Belle Arti.